# Germanvox-Wega
La Germanvox-Wega è stata una squadra maschile italiana di ciclismo su strada, attiva nel professionismo dal 1967 al 1970. I principali furono due frazioni al Giro d'Italia, con il danese Ole Ritter e tre frazioni alla Vuelta a España con Guido Reybrouck. Altre importanti affermazioni furono il Trofeo Matteotti 1968 e il Gran Premio di Lugano a cronometro 1970, entrambe colte da Ole Ritter.
Nella Germanvox-Wega corse anche Vito Taccone, negli ultimi anni della sua carriera professionista.

## Sponsor
La Germanvox-Wega fu sponsorizzata dall'azienda tedesca produttrice di elettronica di consumo WEGA, di cui fu la divisione italiana, con relativa importazione dei prodotti in Italia.

## Cronistoria

### Annuario
| Anno | Codice | Nome           | Cat. | Biciclette | Dirigenza                                        |
| ---- | ------ | -------------- | ---- | ---------- | ------------------------------------------------ |
| 1967 | -      | Germanvox-Wega | Pro  | Coppi      | Dir. sportivi: Luciano Parodi                    |
| 1968 | -      | Germanvox-Wega | Pro  | Coppi      | Dir. sportivi: Luciano Parodi, Italo Mazzacurati |
| 1969 | -      | Germanvox-Wega | Pro  | Coppi      | Dir. sportivi: Luciano Parodi, Italo Mazzacurati |
| 1970 | -      | Germanvox-Wega | Pro  | Coppi      | Dir. sportivi: Italo Mazzacurati                 |

## Palmarès

### Grandi Giri
- Giro d'Italia

Partecipazioni: 4 (1967, 1968, 1969, 1970) 
Vittorie di tappa: 2
1 nel 1967: Ole Ritter
1 nel 1969: Ole Ritter
Vittorie finali: 0
Altre classifiche: 0
- Tour de France

Partecipazioni: 0
- Vuelta a España

Partecipazioni: 1 (1970) 
Vittorie di tappa: 3
3 nel 1970: Guido Reybrouck
Vittorie finali: 0
Altre classifiche: 2
Classifica a punti: Guido Reybrouck (1970)
Classifica combinata: Guido Reybrouck (1970)